# موريس إيبرت
موريس إيبرت هو كاتب وشاعر كندي، ولد في 21 يناير 1888 في مدينة كيبك في كندا، وتوفي بنفس المكان في 1960.